# Kleandros von Gela
Kleandros (altgriechisch Κλέανδρος Kléandros; † 498 v. Chr.) war ein Tyrann der antiken griechischen Stadt Gela auf Sizilien.
Der Sohn eines Pantares gelangte Ende des 6. Jahrhunderts v. Chr., vielleicht um 505 v. Chr., an die Macht. Zusammen mit seinem Bruder Hippokrates, der sein Nachfolger wurde, befestigte er die Höhen nördlich der Stadt. Nach sieben Jahren seiner Herrschaft wurde er 498 v. Chr. ermordet.